# Concord (Michigan)
Pour les articles homonymes, voir Concord.
Concord est un village du comté de Jackson dans l'État du Michigan.
La population était de 1 050 habitants en 2010.